# Arganiella
Arganiella é um género de gastrópode  da família Hydrobiidae.
Este género contém as seguintes espécies:
- Arganiella exilis